# Gorgonia di Nazianzo
Gorgonia (in greco antico: Αγία Γοργονία?; ... – 23 febbraio 375) era figlia di Gregorio Nazianzeno il vecchio e di Nonna di Nazianzo.
È ricordata tanto nella Chiesa cattolica che in quella ortodossa come pia sposa.

## Biografia
Gorgonia sposò un uomo abbastanza influente in Pisidia, il cui nome viene riportato su alcune fonti come Vitoliano e su altre come Melezio. Ebbe alcuni figli maschi e tre figlie femmine, la più nota delle quali si chiamava Alipania.

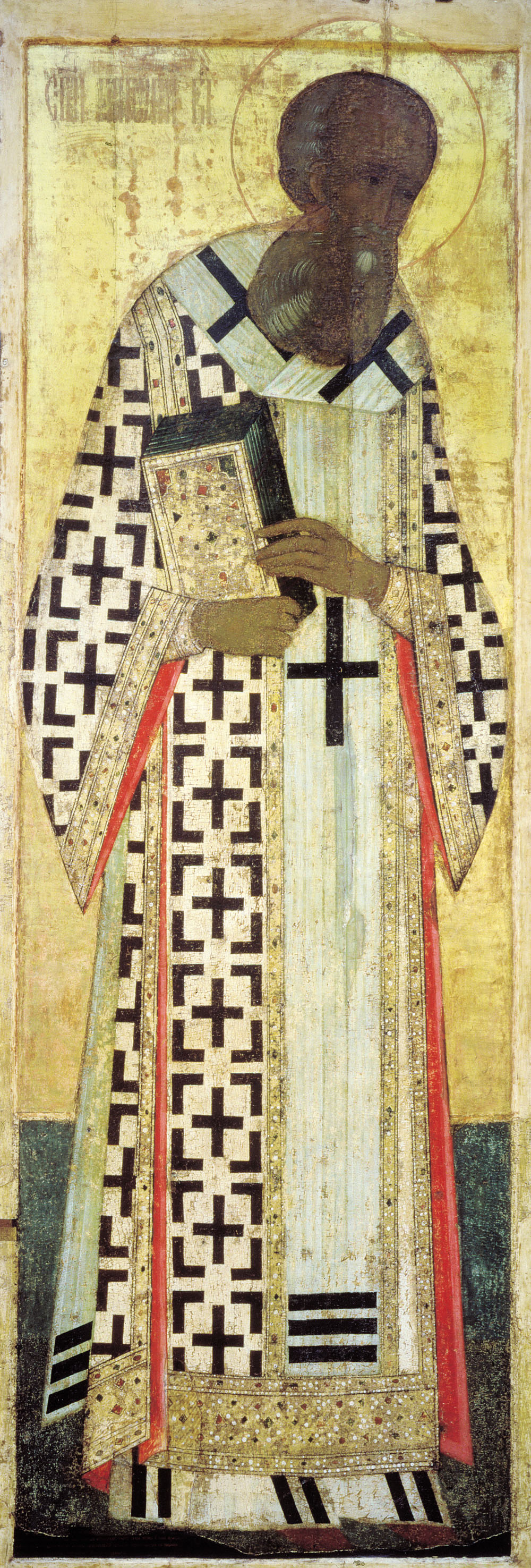
Gregorio Nazianzeno elogiò la sorella Gorgonia come «diamante del suo sesso»

Due volte, secondo la leggenda, guarì miracolosamente da gravi malanni: in un caso fu calpestata da un gruppo di muli, cosa che le provocò molteplici fratture e schiacciamenti di organi interni.
Gorgonia morì intorno al 375 per cause naturali.

## Culto
Il ricordo della sua carità le ha fruttato nella Chiesa Ortodossa Greca il titolo di "Madre degli Orfani", "Occhi dei Ciechi" e "Rifugio dei Poveri".
La sua festa cade il 9 dicembre per i cattolici e il 23 febbraio per gli ortodossi.